# Mesembryanthemum
Mesembryanthemum L., 1753 è un genere di piante della famiglia delle Aizoacee.

## Etimologia
Il nome del genere deriva dal greco μεσημβρία "mezzogiorno" e ἄνθεμον "fiore". In italiano mesembriantemo (termine poco utilizzato).

## Distribuzione e habitat
Il genere esprime la maggiore biodiversità in Sudafrica, in particolare nella regione del Karoo, ma è presente con alcune specie anche nel bacino del Mediterraneo, in Sud America e in Australia.

## Tassonomia
Il genere comprende le seguenti specie:
- Mesembryanthemum aitonis Jacq.
- Mesembryanthemum amabile (Gerbaulet & Struck) Klak
- Mesembryanthemum amplectens L.Bolus
- Mesembryanthemum archeri (L.Bolus) Klak
- Mesembryanthemum articulatum Thunb.
- Mesembryanthemum barklyi N.E.Br.
- Mesembryanthemum baylissii (L.Bolus) Klak
- Mesembryanthemum bicorne Sond.
- Mesembryanthemum brevicarpum (L.Bolus) Klak
- Mesembryanthemum bulletrapense Klak
- Mesembryanthemum canaliculatum Haw.
- Mesembryanthemum caudatum L.Bolus
- Mesembryanthemum chrysophthalmum (Gerbaulet & Struck) Klak
- Mesembryanthemum clandestinum Haw.
- Mesembryanthemum corallinum Thunb.
- Mesembryanthemum cordifolium L.f.
- Mesembryanthemum coriarium Burch. ex N.E.Br.
- Mesembryanthemum crassicaule Haw.
- Mesembryanthemum cryptanthum Hook.f.
- Mesembryanthemum crystallinum L.
- Mesembryanthemum deciduum (L.Bolus) Klak
- Mesembryanthemum decurvatum (L.Bolus) Klak
- Mesembryanthemum delum L.Bolus
- Mesembryanthemum digitatum Aiton
- Mesembryanthemum dimorphum Welw. ex Oliv.
- Mesembryanthemum dinteri Engl.
- Mesembryanthemum emarcidum Thunb.
- Mesembryanthemum englishiae L.Bolus
- Mesembryanthemum eurystigmatum Gerbaulet
- Mesembryanthemum exalatum (Gerbaulet) Klak
- Mesembryanthemum excavatum L.Bolus
- Mesembryanthemum expansum L.
- Mesembryanthemum fastigiatum Thunb.
- Mesembryanthemum flavidum Klak
- Mesembryanthemum gariepense (Gerbaulet & Struck) Klak
- Mesembryanthemum gariusanum Dinter
- Mesembryanthemum geniculiflorum L.
- Mesembryanthemum gessertianum Dinter & A.Berger
- Mesembryanthemum glareicola (Klak) Klak
- Mesembryanthemum granulicaule Haw.
- Mesembryanthemum grossum Aiton
- Mesembryanthemum guerichianum Pax
- Mesembryanthemum haeckelianum A.Berger
- Mesembryanthemum holense Klak
- Mesembryanthemum hypertrophicum Dinter
- Mesembryanthemum inachabense Engl.
- Mesembryanthemum junceum Haw.
- Mesembryanthemum juttae Dinter & A.Berger
- Mesembryanthemum knolfonteinense Klak
- Mesembryanthemum kuntzei Schinz
- Mesembryanthemum ladismithiense Klak
- Mesembryanthemum lancifolium (L.Bolus) Klak
- Mesembryanthemum latipetalum L.Bolus
- Mesembryanthemum leptarthron A.Berger
- Mesembryanthemum lignescens (L.Bolus) Klak
- Mesembryanthemum ligneum (L.Bolus) Klak
- Mesembryanthemum lilliputanum Klak
- Mesembryanthemum longipapillosum Dinter
- Mesembryanthemum longistylum DC.
- Mesembryanthemum marlothii Pax
- Mesembryanthemum namibense Marloth
- Mesembryanthemum napierense Klak
- Mesembryanthemum neglectum (Pierce & Gerbaulet) Klak
- Mesembryanthemum neofoliosum Klak
- Mesembryanthemum nitidum Haw.
- Mesembryanthemum noctiflorum L.
- Mesembryanthemum nodiflorum L.
- Mesembryanthemum nucifer (Ihlenf. & Bittrich) Klak
- Mesembryanthemum occidentale Klak
- Mesembryanthemum oculatum N.E.Br.
- Mesembryanthemum oubergense (L.Bolus) Klak
- Mesembryanthemum pallens Aiton
- Mesembryanthemum parviflorum Jacq.
- Mesembryanthemum paulum L.Bolus
- Mesembryanthemum pellitum Friedr.
- Mesembryanthemum prasinum (L.Bolus) Klak
- Mesembryanthemum pseudoschlichtianum (Pierce & Gerbaulet) Klak
- Mesembryanthemum quartziticola Klak
- Mesembryanthemum rabiei (L.Bolus) Klak
- Mesembryanthemum rapaceum Jack.
- Mesembryanthemum resurgens Kensit
- Mesembryanthemum rhizophorum Klak
- Mesembryanthemum salicornioides Pax
- Mesembryanthemum schenckii Schinz
- Mesembryanthemum schlichtianum Sond.
- Mesembryanthemum serotinum (L.Bolus) Klak
- Mesembryanthemum sinuosum L.Bolus
- Mesembryanthemum sladenianum L.Bolus
- Mesembryanthemum spinuliferum Haw.
- Mesembryanthemum splendens L.
- Mesembryanthemum springbokense Klak
- Mesembryanthemum stenandrum (L.Bolus) L.Bolus
- Mesembryanthemum subnodosum A.Berger
- Mesembryanthemum subtruncatum L.Bolus
- Mesembryanthemum suffruticosum (L.Bolus) Klak
- Mesembryanthemum tenuiflorum Jacq.
- Mesembryanthemum tetragonum Thunb.
- Mesembryanthemum theurkauffii (Maire) Maire
- Mesembryanthemum tomentosum Klak
- Mesembryanthemum tortuosum L.
- Mesembryanthemum trichotomum Thunb.
- Mesembryanthemum vaginatum Lam.
- Mesembryanthemum vanheerdei (L.Bolus) Klak
- Mesembryanthemum vanrensburgii (L.Bolus) Klak
- Mesembryanthemum varians Haw.
- Mesembryanthemum viridiflorum Aiton

In Italia sono presenti Mesembryanthemum nodiflorum, Mesembryanthemum crystallinum e Mesembryanthemum cordifolium.